# 利萨斯角
利萨斯角（英語：Point Lisas）是加勒比海岛国特立尼达和多巴哥的主要工业中心，主办利萨斯角工业区和利萨斯角港，两者均由利萨斯角工业港口开发公司（Plipdeco）管理；利萨斯角行政上由位于特立尼达岛库瓦-塔瓦基特-塔尔帕罗地区的库瓦镇管辖。